# جووانی بارللا

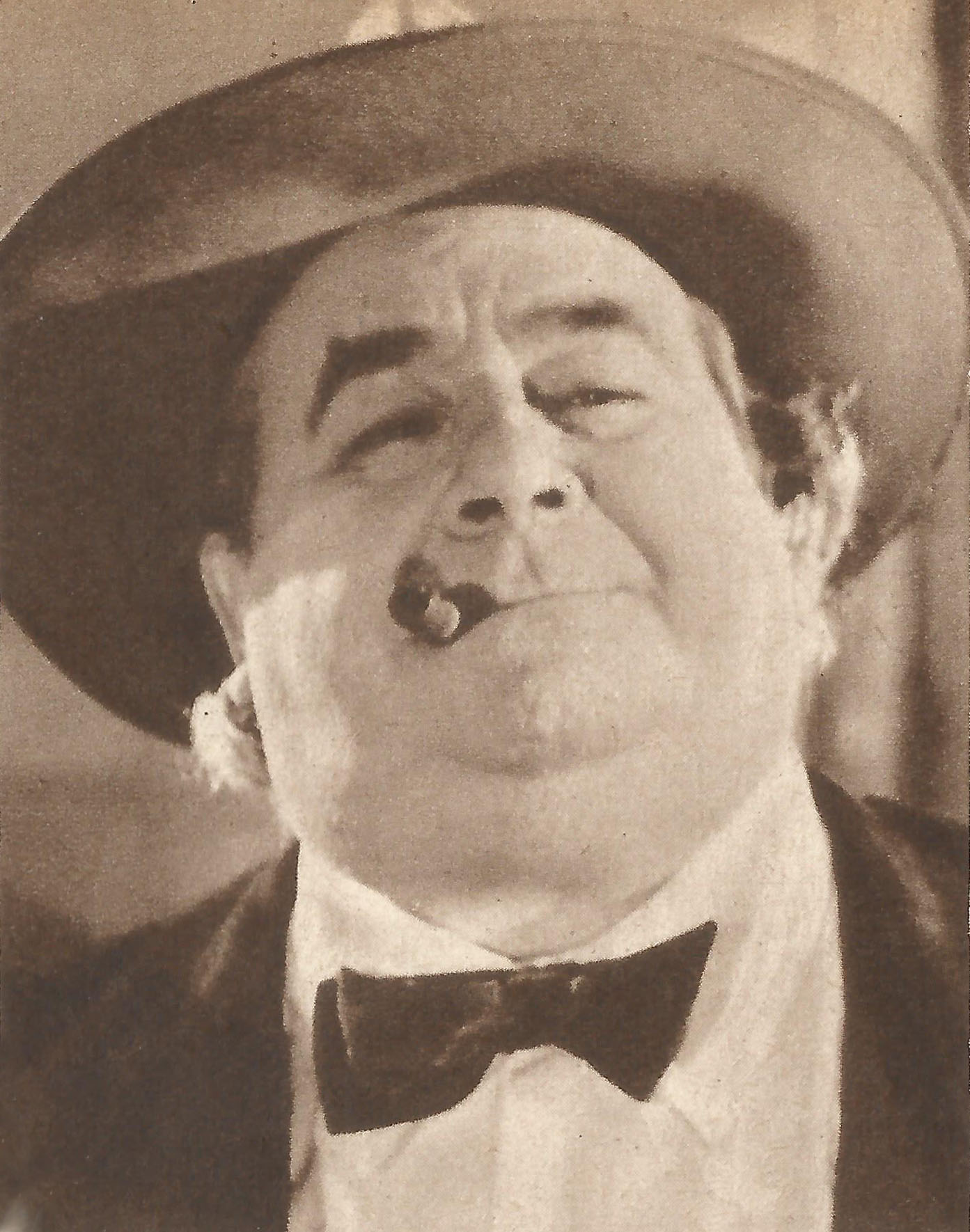

جووانی بارللا (ایتالیایی: Giovanni Barrella؛ ۳۰ نوامبر ۱۸۸۴ – ۲۳ سپتامبر ۱۹۶۷) هنرپیشه، نویسنده و نقاش اهل کشور ایتالیا بود.
وی در سال ۱۸۸۴ در شهر میلان زاده شد. پدرش سرگرد ارتش ناپلئونی بود که در زمینهٔ هنر تحصیل کرده یود. جووانی در زمان حیاتش کتاب‌های شعر و نمایشنامه منتشر کرد. وی در سال ۱۹۶۷ درگذشت.
از فیلم‌های وی می‌توان به فقط تو را دوست دارم اشاره کرد.